# هروویه میلیچ
هروویه میلیچ (کرواتی: Hrvoje Milić؛ زاده ۱۰ مهٔ ۱۹۸۹) بازیکن سابق فوتبال اهل کرواسی است که در پست دفاع چپ بازی می‌کرد.
وی در تاریخ ۲۵ دسامبر ۲۰۲۳ از دنیای فوتبال خداحافظی کرد.
وی همچنین سابقه حضور در تیم‌های روستوف، المپیاکوس، فیورنتینا، ناپولی و استقلال را دارد.

## دوران باشگاهی
میلیچ در اوسیک متولد شد و قبل از اینکه به تیم هایدوک اسپیلت برود در آنجا کار خود را در تیم جوانان زیر ۱۹ سال آغاز کرد. او در ۸ مارس ۲۰۰۸ اولین بازی حرفه ای خود را در دربی کرواسی مقابل دینامو زاگرب انجام داد. وی در آن فصل یک بار دیگر ظاهر شد.
میلیچ در مارس ۲۰۰۹ پس از ناکامی در شکست دادن تیم اصلی در هایدوک به دیوری گردن نقل مکان کرد. در دیوری گردن، او بلافاصله به عضو تیم اصلی برجسته تبدیل شد و در اولین فصل حضور خود در این تیم ۳۰ بازی انجام داد. او همچنین در همان فصل چهار گل و چهار پاس گل نیز به ثمر رساند.
او در ژوئیه ۲۰۱۱ به کرواسی بازگشت و با انتقال آزاد به ایسترا پیوست. او در طول فصل ۱۱–۱۲ شروع کننده بود، در ۲۶ بازی انجام داد و یک گل به ثمر رساند. فصل بعدی او حتی موفق تر بود، در ۳۱ بازی، ۴ گل به ثمر رساند و سه پاس گل داد.
در ژوئیه ۲۰۱۳، او با قراردادی به ارزش ۳۵۰ هزار یورو به روستوف نقل مکان کرد. در اولین فصل میلیچ در روستوف، او ۲۹ بازی انجام داد، یک گل به ثمر رساند و چهار پاس گل را بیشتر از پست دفاع چپ انجام داد.

### بازگشت به هایدوک
در اوت ۲۰۱۵ او یک قرارداد سه ساله با هایدوک اسپلیت امضا کرد. ملیچ اولین بازی هایدوک خود را در ۲۰ همان ماه در انتخابی لیگ اروپا مقابل اسلوان لیبرتس انجام داد. اولین فصل حضور وی در هایدوک کمتر از حد متوسط بود بیشتر مردم تصور می‌کردند که او انتظارات باشگاه و هواداران را توجیه نمی‌کند. میلیچ در فصل بازگشت خود ۴۲ بازی انجام داد و یک گل به ثمر رساند و هفت پاس گل داد.

### فیورنتینا
در ۱۶ اوت ۲۰۱۶؛ میلیچ به تیم سری آ فیورنتینا به مبلغ ۷۰۰ هزار یورو پیوست.

### اولیمپیاکوس
در ۲۲ ژوئیه ۲۰۱۷، فقط پس از یک فصل حضور در سری A (که ناامید کننده بود)، ملیچ با مبلغ ۱٫۵ میلیون یورو به المپیاکوس، قهرمان یونان فروخته شد. قرارداد او پس از اینکه توسط مدیران باشگاه وقت خود مازاد بر نیاز شناخته شد، به‌طور رسمی توسط باشگاه در ۳۱ ژانویه ۲۰۱۸ فسخ شد، و فقط چهار بازی با این باشگاه در همه مسابقات انجام داد.

### ناپولی
در ۲۳ فوریه ۲۰۱۸، او پس از امضای قرارداد با ناپولی به سری آ ایتالیا بازگشت. که او را برای جانشینی فوزی غلام مصدوم به خدمت گرفت.

### کروتون
در ۳۱ ژانویه ۲۰۱۹ با این تیم ایتالیایی قرارداد بست.

### استقلال
در ۲۸ مرداد ۱۳۹۸، میلیچ با قراردادی دو ساله به استقلال پیوست. میلیچ یک پاس گل در دربی حذفی به محمددانشگر داده است.. او در تاریخ ۱۷ تیر ۱۴۰۰ به علت عدم پرداخت حقوقش، قرارداد خود را با استقلال فسخ کرده و ایران را ترک کرد.

### زیرنسکی یوریواس
وی پس از اینکه به مدت یک سال بدون تیم بود سرانجام در ۲۴ اوت ۲۰۲۲ با قراردادی‌ به تیم باشگاهی کشورش زیرنسکی یوریواس در لیگ دسته سوم فوتبال کرواسی پیوست.

## آمار
تا تاریخ ۶ ژوئیه ۲۰۲۱
| عملکرد              | عملکرد              | عملکرد              | لیگ      | لیگ      | جام      | جام      | قاره‌ای | قاره‌ای | مجموع | مجموع |
| فصل                 | باشگاه              | لیگ                 | بازی     | گل       | بازی     | گل       | بازی   | گل     | بازی  | گل    |
| ایران               | ایران               | ایران               | لیگ برتر | لیگ برتر | جام حذفی | جام حذفی | آسیا   | آسیا   | مجموع | مجموع |
| ------------------- | ------------------- | ------------------- | -------- | -------- | -------- | -------- | ------ | ------ | ----- | ----- |
| ۲۰۰۷–۲۰۰۸           | هایدوک اسپلیت       | لیگ کرواسی          | ۲        | ۰        | ۰        | ۰        | _      | _      | ۲     | ۰     |
| ۲۰۰۸–۲۰۰۹           | هایدوک اسپلیت       | لیگ کرواسی          | ۱        | ۰        | ۰        | ۰        | _      | _      | ۱     | ۰     |
| مجموع هایدوک اسپلیت | مجموع هایدوک اسپلیت | مجموع هایدوک اسپلیت | ۳        | ۰        | ۰        | ۰        | _      | _      | ۳     | ۰     |
| ۲۰۰۹                | دیورگاردن           | لیگ سوئد            | ۲۸       | ۳        | ۲        | ۱        | _      | _      | ۳۰    | ۴     |
| ۲۰۱۰                | دیورگاردن           | لیگ سوئد            | ۱۰       | ۰        | ۱        | ۰        | _      | _      | ۱۱    | ۰     |
| مجموع دیورگاردن     | مجموع دیورگاردن     | مجموع دیورگاردن     | ۳۸       | ۳        | ۳        | ۱        | _      | _      | ۴۱    | ۴     |
| ۲۰۱۱–۲۰۱۲           | ایسترا ۱۹۶۱         | لیگ کرواسی          | ۲۶       | ۱        | ۲        | ۰        | _      | _      | ۲۸    | ۱     |
| ۲۰۱۲–۲۰۱۳           | ایسترا ۱۹۶۱         | لیگ کرواسی          | ۳۱       | ۴        | ۲        | ۰        | _      | _      | ۳۳    | ۴     |
| مجموع استرا ۱۹۶۱    | مجموع استرا ۱۹۶۱    | مجموع استرا ۱۹۶۱    | ۵۷       | ۵        | ۴        | ۰        | _      | _      | ۶۱    | ۵     |
| ۲۰۱۳–۲۰۱۴           | روستوف              | لیگ روسیه           | ۲۵       | ۱        | ۴        | ۰        | _      | _      | ۲۹    | ۱     |
| ۲۰۱۴–۲۰۱۵           | روستوف              | لیگ روسیه           | ۲۰       | ۰        | ۱        | ۰        | ۲      | ۰      | ۲۳    | ۰     |
| مجموع روستوف        | مجموع روستوف        | مجموع روستوف        | ۴۵       | ۱        | ۵        | ۰        | ۲      | ۰      | ۵۲    | ۱     |
| ۲۰۱۵–۲۰۱۶           | هایدوک اسپلیت       | لیگ کرواسی          | ۲۸       | ۱        | ۰        | ۰        | ۴      | ۰      | ۳۲    | ۱     |
| مجموع هایدوک اسپلیت | مجموع هایدوک اسپلیت | مجموع هایدوک اسپلیت | ۲۸       | ۱        | ۰        | ۰        | ۴      | ۰      | ۳۲    | ۱     |
| ۲۰۱۶–۲۰۱۷           | فیورنتینا           | سری آ               | ۱۷       | ۰        | ۰        | ۰        | ۲      | ۰      | ۱۹    | ۰     |
| مجموع فیورنتینا     | مجموع فیورنتینا     | مجموع فیورنتینا     | ۱۷       | ۰        | ۰        | ۰        | ۲      | ۰      | ۱۹    | ۰     |
| ۲۰۱۷–۲۰۱۸           | المپیاکوس           | لیگ یونان           | ۲        | ۰        | ۲        | ۰        | _      | _      | ۴     | ۰     |
| مجموع المپیاکوس     | مجموع المپیاکوس     | مجموع المپیاکوس     | ۲        | ۰        | ۲        | ۰        | _      | _      | ۴     | ۰     |
| ۲۰۱۸–۲۰۱۹           | کروتونه             | سری بی              | ۹        | ۰        | ۰        | ۰        | _      | _      | ۹     | ۰     |
| مجموع کروتونه       | مجموع کروتونه       | مجموع کروتونه       | ۹        | ۰        | ۰        | ۰        | _      | _      | ۹     | ۰     |
| ۲۰۱۹–۲۰۲۰           | استقلال             | لیگ برتر            | ۲۲       | ۲        | ۴        | ۰        | ۴      | ۰      | ۳۰    | ۲     |
| ۲۰۲۰–۲۰۲۱           | استقلال             | لیگ برتر            | ۱۲       | ۱        | ۱        | ۰        | ۶      | ۰      | ۱۹    | ۱     |
| مجموع استقلال       | مجموع استقلال       | مجموع استقلال       | ۳۴       | ۳        | ۵        | ۰        | ۱۰     | ۰      | ۴۹    | ۳     |
| مجموع آمار          | مجموع آمار          | مجموع آمار          | ۲۳۳      | ۱۳       | ۱۹       | ۱        | ۱۸     | ۰      | ۲۷۰   | ۱۴    |

### آمار پاس گل
| فصل       | تیم          | پاس گل |
| --------- | ------------ | ------ |
| ۲۰۰۹      | دیورگاردن    | ۴      |
| ۲۰۱۰      | دیورگاردن    | ۲      |
| ۲۰۱۲–۲۰۱۳ | ایسترا ۱۹۶۱  | ۳      |
| ۲۰۱۳–۲۰۱۴ | روستوف       | ۴      |
| ۲۰۱۴–۲۰۱۵ | روستوف       | ۱      |
| ۲۰۱۵–۲۰۱۶ | هایدوک‌اسپلیت | ۵      |
| ۲۰۱۶–۲۰۱۷ | فیورنتینا    | ۴      |
| ۲۰۱۹–۲۰۲۰ | استقلال      | ۳      |
| ۲۰۲۰–۲۰۲۱ | استقلال      | ۰      |
| مجموع     | مجموع        | ۲۶     |

## افتخارات

### استقلال
- لیگ برتر خلیج فارس : ۲۰۱۹–۲۰۲۰ نایب قهرمانی
- جام حذفی فوتبال ایران : ۲۰۱۹–۲۰۲۰ نایب قهرمانی
- جام حذفی فوتبال ایران : ۲۰۲۰–۲۰۲۱ نایب قهرمانی

المپیاکوس
- سوپر لیگ فوتبال یونان : ۲۰۱۶–۲۰۱۷ قهرمانی

روستوف
- جام حذفی فوتبال روسیه : ۲۰۱۳–۲۰۱۴ قهرمانی
- لیگ برتر فوتبال روسیه : ۲۰۱۴–۲۰۱۵ نایب قهرمانی